# Condé-sur-Marne
Condé sur Marne é uma comuna francesa na região administrativa de Grande Leste, no departamento de Marne. Estende-se por uma área de 12,3 km². Em 2010 a comuna tinha 800 habitantes (densidade: 65 hab./km²).